# مارتن ماسكانت
مارتن ماسكانت (بالهولندية: Martijn Maaskant)‏ ولد بتاريخ 27 يوليو 1983 في جنوب هولندا، هو دراج هولندي سابق في صنف سباق الدراجات على الطريق.

## وصلات خارجية
- الموقع الرسمي

## روابط خارجية
- مارتن ماسكانت على موقع الاتحاد الدولي للدراجات (الإنجليزية)
- مارتن ماسكانت على موقع أرشيف الدراجات (الإنجليزية)
- مارتن ماسكانت على موقع إحصائيات الدراجات الإحترافية (الإنجليزية)
- مارتن ماسكانت على موقع نسبة الدراجات (الإنجليزية)